# Болгарський будник
Будник (болг. Бъдник) — болгарська назва дерева і поліна, яке спалюється у вогнищі на Святий Вечір.
Будник — один з різновидів бадняка в Болгарії (бадняк також спалюють у Боснії, Сербії, Хорватії і Чорногорії). Як правило, дерево, з якого роблять поліно — це молодий і міцний дуб, який спилюють вранці напередодні Різдва. Підготовка супроводжується різними ритуалами, що міняються від регіону до регіону. З 1968 року, коли Болгарська православна церква перейшла на новоюліанський календар, будник спалюють 24 грудня.

## Етимологія
Слово «Будник» походить від болгарського «будеште» (майбутнє), а назва традиції пов'язане з очікуванням щасливого майбутнього для дому та сім'ї. Слово схоже з сербським «бадняк», яке споріднене слову «спати».

## Підготовка

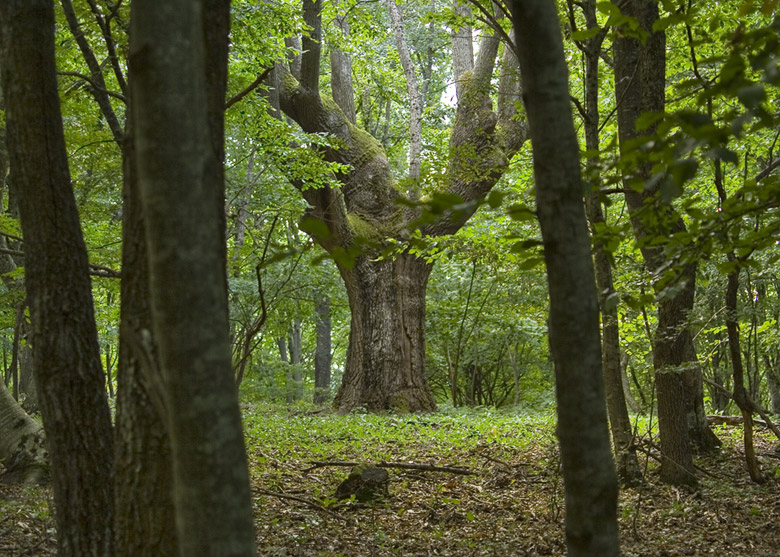
Дуб (подібний), з якого випилюється будник

Підготовка до святкування Різдва в Болгарії відіграє особливо важливу роль. За традицією, син з родини одягає найкращий одяг і йде рубати дуб, в'яз або грушу — те, що і називається заодно «будником». Перед тим, як рубати дерево, людина промовляє молитву про прощення гріхів, а зрубавши дерево і випилявши поліно, несе його на правому плечі, щоб воно не торкалося землі.
У деяких регіонах після повернення чоловік тричі задає питання «Славите ви Юного Господа?» (болг. Славите ли Млада Бога?), на що йому відповідають: «Славимо, славимо, ласкаво просимо!» (болг. Славим, славим, добре си ни дошъл!). Після цього в одному кінці будника робиться щілина, куди заливається миро з вина, олії та ладану. Отвір запечатують, потім колоду обертають білою скатертиною, а потім спалюють на вогнищі.
Вся родина збирається, дивлячись на те, як згорає колода, і потім читає молитву про те, щоб у прийдешньому році у сім'ї був достаток, щастя, любов і удача. Колода горить протягом дня Різдва, а перший гість, що зайшов до сім'ї обов'язково б'є кочергою або гілкою по колоді, щоб полетіли іскри — це символ щастя та процвітання. Вважається, що поки горить колода, всі люди, що стоять поруч з ним можуть загадати бажання, яке виповниться. Також ті, що стоять поряд з ним можуть вилікуватися від деяких хвороб. Колода має горіти цілу ніч — у болгар вогонь та тепло символізують прихід у світ Ісуса Христа, подяку Богородиці та всім предкам сім'ї, які з'являються в цей час поруч з родиною (за віруваннями в деяких регіонах). Вогонь гасять наступного ранку після Різдва за допомогою вина: з незгорілих залишків можна зробити натільні хрести, але зазвичай залишки колоди розсіюють по полю або городу, щоб забезпечити врожай.